# Lista de fontes do Mosteiro de Tibães
No Mosteiro de Tibães existem cerca de duas dezenas de fontes ornamentais e alegóricas:
Segue-se a lista das fontes do Mosteiro de Tibães:

## Fonte da Entrada
| Fonte            | Localização                 | Observações |
| Fonte da Entrada | Parede Exterior do Mosteiro |             |

## Fonte do Jardim de São João
| Fonte                       | Localização        | Observações                                                        |
| Fonte do Jardim de São João | Jardim de São João | Entre 1978 e 1995 esta fonte esteve na Praça da República em Braga |

## Fonte de São Pedro
| Fonte              | Localização         | Observações |
| Fonte de São Pedro | Jardins do Mosteiro |             |

## Fonte de São Bento
| Fonte              | Localização         | Observações                                              |
| Fonte de São Bento | Jardins do Mosteiro | Existe um réplica nos jardins do Museu Nogueira da Silva |

## Fonte do Passadiço
| Fonte              | Localização | Observações |
| Fonte do Passadiço | Passadiço   | Apresenta a inscrição: «AD FONTEM QUICUMQUE SITIS ACCEDE BENIGNUM HAUD UNDA NOCET DEFLUIT UNDE VIDE». "Quem tem sede aproxima-se da fonte benigna. Esta água não faz mal: vê de onde flui." A água é ligada pisando uma laje no chão em frente da fonte |